# Digable Planets
Digable Planets est un groupe de hip-hop américain, originaire de Brooklyn, à New York. Formé en 1987, il a été actif jusqu'en 1995, puis épisodiquement de 2005 à 2011 et à nouveau depuis 2015.

## Histoire
Le premier album studio du groupe, Reachin' (A New Refutation of Time and Space), sorti en 1993, a connu un large succès et a été certifié disque d'or par la RIAA. Son single principal, Rebirth of Slick, a reçu le Grammy Award de la « meilleure performance rap d'un duo ou d'un groupe » en 1994.
Ishmael Butler fait désormais partie des Shabazz Palaces. Un album live intitulé Digable Planets Live a été publié en juin 2017.

## Discographie

### Albums studio
- 1993 : Reachin' (A New Refutation of Time and Space)
- 1994 : Blowout Comb
- 2017 : Digable Planets Live

### Compilation
- 1994 :

 Stolen Moments:Red Hot + Cool with Lester Bowie & Wah Wah Watson :"Flying High In The Brooklyn Sky" 
- 2005 : Beyond the Spectrum: The Creamy Spy Chronicles

### Singles
- 1992 : Rebirth of Slick (Cool Like Dat)
- 1993 : Where I'm From
- 1993 : Nickel Bags
- 1994 : 9th Wonder (Blackitolism)
- 1994 : 9th Wonder (Slicker This Year) Mad Slicker Remixes
- 1995 : Dial 7 (Axioms of Creamy Spies)